# Ункубутли
Ункубутли (также Белготойясси) — река в России, протекает в Ботлихском районе Дагестана и Веденском районе Чеченской Республики. Длина реки — 21 км, площадь водосборного бассейна — 74,5 км².
Начинается на западном склоне хребта Зани. Течёт в северо-западном направлении по долине, поросшей лесом, затем через сёла Дарго и Белгатой. Устье реки находится в 119 км по левому берегу реки Аксай на высоте 541 метров над уровнем моря.

## Данные водного реестра
По данным государственного водного реестра России относится к Западно-Каспийскому бассейновому округу, водохозяйственный участок реки — Сулак от Чиркейского гидроузла и до устья. Речной бассейн реки — Терек.
Код объекта в государственном водном реестре — 07030000212109300000130.